# Znojile, Tolmin
Znojile este o localitate din comuna Tolmin, Slovenia, cu o populație de 16 locuitori.